# هيساكي كوباياشي
هيساكي كوباياشي (باليابانية: 小林 久晃) (20 سبتمبر 1978 في شيزوكا في اليابان – )؛ هو لاعب كرة قدم سابق كان يلعب كلاعب وسط.

## وصلات خارجية
- هيساكي كوباياشي على موقع الاتحاد الدولي (مؤرشف)  (الإنجليزية)